# Inês Pedrosa
Inês Margarida Pereira Pedrosa (Coimbra, Sé Nova, 15 de agosto de 1962) é uma escritora e tradutora portuguesa. Licenciou-se em Ciências da Comunicação, na Universidade Nova de Lisboa, enveredando em seguida pelo jornalismo.

## Carreira
Tornou-se profissional na redação de O Jornal, atual revista Visão, onde foi admitida no ano de 1983. No ano seguinte mudou-se para o Jornal de Letras, Artes e Ideias, que abandonou passados quatro anos, para integrar a equipa fundadora de O Independente, dirigido por Miguel Esteves Cardoso e Paulo Portas. Foi ainda redatora da revista literária LER e do semanário Expresso, em cuja revista Única manteve uma coluna semanal, intitulada Crónica Feminina, assim chamada em homenagem à revista na qual publicara o seu primeiro texto. Em fevereiro de 2011 encerrou a sua colaboração com o Expresso e passou a assinar a coluna Fora de Órbita, no semanário Sol, que manteve até 2016. Foi ainda diretora da revista Marie Claire em Portugal, de 1993 a 1996.
Inês Pedrosa publicou o seu primeiro texto literário na revista Crónica Feminina, tinha apenas 12 anos.[carece de fontes?] Em 1991, surge como autora de um livro infantil, Mais Ninguém Tem, a que se seguiu um primeiro romance, A Instrução dos Amantes, publicado em 1992. Nas Tuas Mãos, editado em 1997, conta a história de três gerações de mulheres da mesma família, em três partes. Essa obra valeu-lhe o Prémio Máxima de Literatura do mesmo ano. Fazes-me Falta, em 2003, consolidou-a como uma principais romancistas da atualidade.[carece de fontes?] Em 2005, a partir de Nas Tuas Mãos e Fica Comigo Esta Noite, assinou a sua primeira peça de teatro, 12 mulheres e 1 cadela, dirigida por São José Lapa. Ganhou novamente o Prémio Máxima de Literatura, com Os Íntimos, em 2010.
Por nomeação, Inês Pedrosa dirigiu a Casa Fernando Pessoa, de fevereiro de 2008 à sua demissão do cargo, em abril de 2014.
Em outubro de 2017, lançou uma editora, a Siblia Publicações, dedicada a ensaios femininos.
Várias obras de Inês Pedrosa encontram-se traduzidas em italiano, croata, alemão e castelhano.
Em 2018, os romances Nas tuas Mãos e Fazes-me Falta foram publicados pela primeira vez em inglês e o romance Fazes-me Falta em francês, na sequência da aquisição dos direitos autorais pela Amazon Crossing.

## Atividade pública

### Voluntariado e ação cívica
Teve intervenção pública nas causas da despenalização da interrupção voluntária da gravidez e do casamento entre pessoas do mesmo sexo. Chegou chegou a ser considerada madrinha da Marcha do Orgulho de Lisboa de 2005.
Em regime de voluntariado, prestou serviço ao Estado Português na Comissão de Projetos para a Comemoração do Centenário da República (2005-2006).
Participa ativamente na rede social Twitter.

### Ação política
Inês Pedrosa foi porta-voz oficial e mandatária por Lisboa da candidatura de Manuel Alegre à Presidência da República de 2006.
Em 2011, apelou ao voto no Partido Socialista nas eleições legislativas desse ano, em que José Sócrates se candidatou pela 3.ª vez ao cargo de primeiro-ministro.
Em 2015, publicou um texto de opinião com o título SOS Cultura no jornal oficial do Partido Socialista.

### Gestão cultural e acusação de abuso de poder
A partir de fevereiro de 2008, dirigiu a Casa Fernando Pessoa (sucedendo a Francisco José Viegas). Demitu-se do cargo em abril de 2014.
Em dezembro de 2016 foi acusada pelo Ministério Público de abuso de poder enquanto diretora da Casa Fernando Pessoa. Gilson Lopes, marido da escritora, também era acusado. Em causa estiveram pagamentos da Casa Fernando Pessoa a uma empresa constituída pelo seu marido, a Above Below. O Ministério Público disse à agência Lusa que os arguidos “procederam à adjudicação de serviços artísticos com a finalidade de beneficiar a empresa".
Em 23 de dezembro de 2016, trinta e oito figuras da literatura e das artes portuguesas subscreveram uma carta-aberta de solidariedade com Inês Pedrosa: Alice Vieira, Ana Luísa Amaral, Ana Margarida de Carvalho, Ana Maria Magalhães, Carlos Veiga Ferreira, Cecília Andrade, Diogo Dória, Eduardo Lourenço, Fernando J.B. Martinho, Filipa Leal, Francisco José Viegas, Gastão Cruz, Graça Morais, Jacinto Lucas Pires, José, Tolentino Mendonça, João de Melo, João Botelho, Leonor Xavier, Lídia Jorge, Luísa Costa Gomes, Manuel Alberto Valente, Maria Manuel Viana, Maria do Rosário Pedreira, Maria Teresa Horta, Mário Cláudio, Mário de Carvalho, Miguel Real, Nelson de Matos, Nuno Júdice, Patrícia Reis, Pedro Caldeira Cabral, Pilar del Rio, Rita Ferro, Rui Zink, Sérgio Godinho, Teresa Belo, Valter Hugo Mãe e Zeferino Coelho.
José António Cerejo, escrevendo para o Público, reagiu à carta, dizendo que agora se percebe melhor o porquê da "tolerância face aos fenómenos do clientelismo, do nepotismo e, no fundo, do tráfico de influências e da corrupção [ser] tão generalizada na sociedade portuguesa."
Em junho de 2017, o Juízo de Instrução Criminal do Tribunal da Comarca de Lisboa concluiu que não assistia razão ao Ministério Público e arquivou o processo contra Inês Pedrosa, considerando não haver ilícito criminal.

### Comentário
Inês Pedrosa participa em programas de comentário político, social e cultural, como O Último Apaga a Luz, na RTP3, A Páginas Tantas e Um Homem e Uma Mulher, na rádio Antena 1.

## Vida pessoal
Inês Pedrosa é casada com Gilson Lopes, designer gráfico. Tem uma filha, Laura Maria Pereira Pedrosa Pinto do Amaral, nascida em 1998, com o escritor Fernando Pinto do Amaral. Ela é sobrinha-bisneta de Adelaide Feteira, esposa do empresário Lúcio Tomé Feteira, e por isso tem direito a uma parte da herança, judicialmente disputada.
Em setembro de 2023, Inês divulgou em suas redes socais que estava diagnosticada com um cancro. Numa aparição no programa “O Último Apaga a Luz”, a escritora surgiu de cabelo rapado. Pelo Twitter, ela declarou que: “Há dias em que me parece que cheguei ao fim das minhas forças, confesso”. Posteriormente, no entanto, Pedrosa garantiu que: “O pior já passou. Estou a recuperar”.

## Prémios e distinções
Foi distinguida com os prémios: 
- Prémio Revelação do Clube dos Jornalistas, 1985.
- Prémio de Jornalismo da revista Mulheres, 1985.
- Prémio Sampaio Bruno de Jornalismo Cultural, 1989.
- Prémio Máxima de Literatura por "Nas Tuas Mãos", 1998.
- Prémio Paridade da Comissão de Igualdade e Cidadania, 2005.
- Prémio Máxima de Literatura por "Os Íntimos", 2012 [38][39]
- Foi galardoada com a Medalha de Honra do Município de Tomar, a 1 de março de 2016.[40]

## Obras
Entre as suas obras encontram-se: 

### Ficção
- 1991 - Mais Ninguém Tem (história infantil), com ilustrações de Jorge Colombo
- 1992 - A Instrução dos Amantes
- 1997 - Nas tuas Mãos
- 2002 - Fazes-me Falta
- 2002 - A Menina que Roubava Gargalhadas (história infantil), com ilustrações de Júlio Pomar
- 2003 - Fica Comigo Esta Noite (Contos)
- 2004 - O milagre do cão azul (infantil), ilustrações de Danuta Wojciechowska
- 2005 - Carta a uma Amiga, com fotografias de Maria Irene Crespo
- 2006 - Do Grande e do Pequeno Amor, com fotografias de Jorge Colombo
- 2007 - A Eternidade e o Desejo
- 2010 - Os Íntimos
- 2012 - Dentro de Ti Ver o Mar
- 2015 - Desamparo
- 2016 - Desnorte (contos), com ilustrações de Gilson Lopes
- 2019 - O Processo Violeta

### Não-ficção
- 1999 - José Cardoso Pires: Fotobiografia
- 2000 - 20 Mulheres para o Século XX
- 2002 - Poemas de Amor - Antologia de Poesia Portuguesa (colectânea)
- 2004 - Anos Luz: Trinta Conversas para Celebrar o 25 de Abril
- 2005 - Crónica Feminina
- 2006 - Os Melhores Amigos - Contos Sobre a Amizade (antologia)
- 2008 - No Coração do Brasil-seis cartas de viagem ao padre António Vieira, com ilustrações de João Queiroz
- 2009 - Dentro em meu coração faz dor (antologia de poesia)
- 2015 - No infinito mar do meu desejo (antologia de poesia)
- 2016 - As Lições de Vida de William Shakespeare, com ilustrações de Gilson Lopes (coletânea de citações)
- 2019 - Vinte Surpreendentes Histórias de Natal (antologia de contos)